# فرهاد نظری
فرهاد نظری سرتیپ‌دوم پاسدار فرماندهی انتظامی جمهوری اسلامی ایران است. او در زمان حمله به کوی دانشگاه تهران (۱۳۷۸)، فرماندهٔ پلیس تهران بزرگ بود. نظری در سال ۱۳۸۲ کاندید دوره هفتم انتخابات مجلس شورای اسلامی از خرم‌آباد بود که موفق به راهیابی به مجلس نشد.

## حمله به کوی دانشگاه تهران
نظری که فرمانده وقت پلیس تهران بزرگ بود، در پی اتفاقات حمله به کوی دانشگاه تهران به‌همراه ۱۹ نفر دیگر از پرسنل ناحیه انتظامی تهران بزرگ در شعبه اول دادسرای نظامی تهران محاکمه شد. اتهامات او شامل ورود غیرمجاز به کوی دانشگاه، لغو دستور مقام مافوق و ایجاد جو بدبینی علیه نیروی انتظامی بودند که در آخر دادگاه اتهامات را وارد ندانست و تبرئه شد. به گفته خودش اصل موضوع کوی دانشگاه ناشی از جنگ قدرت بین دولتمردان و برخی جریانات سیاسی وقت بوده، ۱۷ و ۱۸ تیر در موقعیت مقابله با براندازی قرار داشته و به‌دلیل این‌که به خیلی‌ها امتیاز نداده، محاکمه شده‌است.
او پس از آن‌که تبرئه شد، با ارسال شکایتی به کمیسیون اصل نود در مجلس ششم خواستار اعادهٔ حیثیت و جبران خسارات مادی و معنوی وارده به خود شد.

### برنامهٔ تلویزیونی جهان‌آرا
در سال ۱۳۹۸ و طی گفتگویی تلفنی با برنامهٔ تلویزیونی جهان‌آرا، نظری با اشاره به دستور کتبی وزارت کشور در روز ۱۶ تیر ۷۸ که در آن آمده بود «هر گونه اختلالی که در محل به وجود آمد مسئولیت آن به عهده پلیس است و باید برخورد شود» و این‌که دانشجویان از وزارت کشور مجوز برگزاری تجمع نداشتند، گفت فرمان برخورد با دانشجویان را موسوی لاری (وزیر کشور وقت) صادر کرده‌است. نظری در آن برنامه به موارد دیگری مانند دلجویی کتبی سید محمد خاتمی از او (چند سال پس از حادثه ۱۸ تیر) و گزارش شورای عالی امنیت ملی هم اشاره کرد و از آنچه «۲۰ سال خانه‌نشینی و حصر نانوشته و غیرقانونی» می‌دانست گلایه کرد. چند روز بعد محمدعلی ابطحی (رئیس دفتر خاتمی) در واکنش به صحبت‌های نظری در آن برنامه گفت: نظری بارها به من و احتمالاً دیگران گفته بود در ماجرای کوی، چندین مقام نیروی انتظامی درگیر بودند و سه فرماندهٔ مافوق او هم در صحنه حضور داشته‌اند اما فقط او را قربانی کردند و کاش همین‌ها را در آن مصاحبه مطرح می‌کرد.

### انتشار کتاب
فرهاد نظری پیش از این کتابی مستند با عنوان «برای تاریخ، دربارهٔ حوادث ۱۸ تیر ۱۳۷۸ در کوی دانشگاه» منتشر کرد که تاکنون ۱۵۰ هزار جلد آن به فروش رفته و تعداد دفعات تجدید چاپ آن به عدد ۴۶ رسیده‌است.

### ترور
او در مصاحبه با خبرگزاری‌ها ادعا کرد از ۶ بار ترور نافرجام، جان سالم به در برده و اعتقاد داشت که دیگر ترور گرم انجام نمی‌دهند و معتقد بود که او را ترور شخصیتی کردند.